# Giovanni di Capua
Giovanni di Capua (1465 circa – Seminara, 28 giugno 1495) è stato un condottiero italiano.

## Biografia

Stemma della famiglia Di Capua

Appartenente alla famiglia nobile dei Di Capua, Giovanni era il figlio di Francesco di Capua, 7º conte d'Altavilla, ed Elisabetta Conti, e fratello – tra gli altri – di Andrea, 1º duca di Termoli.
Poche sono le informazioni sulla sua vita e sconosciuta è la sua stessa data di nascita, da collocarsi comunque intorno al 1465, in quanto Giovanni parrebbe essere stato coetaneo del re del Regno di Napoli Ferrandino d'Aragona e suo paggio sin dall'infanzia.
Lo storico Francesco Guicciardini, parlando di lui, ci informa che egli era stato nella propria giovinezza molto amato dal re Ferrandino e lo addita ad esempio di "preclarissima fede e amore" nei confronti del proprio sovrano, poiché fu proprio per salvare la vita di quest'ultimo, in un episodio che lo rese famoso, che Giovanni perdette la propria.
Accadde infatti che nel corso della battaglia di Seminara del 28 giugno 1495 Ferrandino, il quale essendo "zovene animoxo" combatteva "con egregio animo" contro gli invasori, si spinse troppo in mezzo ai nemici e venne a scontro diretto col comandante delle truppe francesi Robert Stuart d'Aubigny, il quale riuscì ad uccidere la cavalcatura che egli stava montando. Il re cadde di conseguenza a terra e sarebbe senz'altro stato sopraffatto dai nemici se, vedendolo in pericolo di vita, Giovanni non fosse subito smontato dal proprio destriero e glielo avesse offerto esortandolo a salvarsi la vita.
Al re che, amareggiato per il suo sacrificio, si mostrava esitante, Giovanni avrebbe risposto: «in me si perde un nonnulla, nel re si guadagna la vita e la salute di tutto un popolo».
Ferrandino ebbe così salva la vita e Giovanni, rimasto appiedato, fu subito ucciso dai nemici. Addolorato dalla perdita del caro amico, il re volle allora ricompensare suo fratello Andrea col ducato di Termoli.
Il suo eroico gesto lo consegnò, nonostante la breve vita, ad una gloria immortale.
(Colantonio Carmignano, Operette del Parthenopeo Suauio in uarij tempi e per diuersi subietti composte, Bari, Gilliberto Nehou, 1535, p. 300)

## Ascendenza
|                    |                      |                            | Genitori             |  |  | Nonni |  |  | Bisnonni        |  |  | Trisnonni      |  |
|                    |                      |                            |                      |  |  |       |  |  | Andrea di Capua |  |  | Luigi di Capua |  |
|                    |                      |                            |                      |  |  |       |  |  | Andrea di Capua |  |  | Luigi di Capua |  |
|                    |                      | ?                          |                      |  |  |       |  |  | Andrea di Capua |  |  |                |  |
| Luigi di Capua     |                      |                            |                      |  |  |       |  |  | Andrea di Capua |  |  |                |  |
|                    |                      | Costanza Chiaramonte       | Manfredi Chiaramonte |  |  |       |  |  |                 |  |  |                |  |
|                    |                      | Costanza Chiaramonte       | Manfredi Chiaramonte |  |  |       |  |  |                 |  |  |                |  |
|                    |                      | Costanza Chiaramonte       | Eufemia Ventimiglia  |  |  |       |  |  |                 |  |  |                |  |
| Francesco di Capua |                      | Costanza Chiaramonte       |                      |  |  |       |  |  |                 |  |  |                |  |
|                    |                      | Francesco Pandone          | Carlo Pandone        |  |  |       |  |  |                 |  |  |                |  |
|                    |                      | Francesco Pandone          | Carlo Pandone        |  |  |       |  |  |                 |  |  |                |  |
|                    |                      | Francesco Pandone          | Maria Capuano        |  |  |       |  |  |                 |  |  |                |  |
| Altobella Pandone  |                      | Francesco Pandone          |                      |  |  |       |  |  |                 |  |  |                |  |
|                    |                      | ? Carafa                   | ?                    |  |  |       |  |  |                 |  |  |                |  |
|                    |                      | ? Carafa                   | ?                    |  |  |       |  |  |                 |  |  |                |  |
|                    |                      | ? Carafa                   | ?                    |  |  |       |  |  |                 |  |  |                |  |
| Giovanni di Capua  |                      | ? Carafa                   |                      |  |  |       |  |  |                 |  |  |                |  |
|                    | Jacopo/Giacomo Conti | Grato Conti                |                      |  |  |       |  |  |                 |  |  |                |  |
|                    | Jacopo/Giacomo Conti | Grato Conti                |                      |  |  |       |  |  |                 |  |  |                |  |
|                    | Jacopo/Giacomo Conti | ?                          |                      |  |  |       |  |  |                 |  |  |                |  |
| Antonio Conti      | Jacopo/Giacomo Conti |                            |                      |  |  |       |  |  |                 |  |  |                |  |
|                    |                      | Isabella/Elisabetta Carafa | ?                    |  |  |       |  |  |                 |  |  |                |  |
|                    |                      | Isabella/Elisabetta Carafa | ?                    |  |  |       |  |  |                 |  |  |                |  |
|                    |                      | Isabella/Elisabetta Carafa | ?                    |  |  |       |  |  |                 |  |  |                |  |
| Elisabetta Conti   |                      | Isabella/Elisabetta Carafa |                      |  |  |       |  |  |                 |  |  |                |  |
|                    |                      | ?                          | ?                    |  |  |       |  |  |                 |  |  |                |  |
|                    |                      | ?                          | ?                    |  |  |       |  |  |                 |  |  |                |  |
|                    |                      | ?                          | ?                    |  |  |       |  |  |                 |  |  |                |  |
| Caterina Orsini    |                      | ?                          |                      |  |  |       |  |  |                 |  |  |                |  |
|                    |                      | ?                          | ?                    |  |  |       |  |  |                 |  |  |                |  |
|                    |                      | ?                          | ?                    |  |  |       |  |  |                 |  |  |                |  |
|                    |                      | ?                          | ?                    |  |  |       |  |  |                 |  |  |                |  |
|                    |                      | ?                          |                      |  |  |       |  |  |                 |  |  |                |  |